# نوئف‌اکس
نوئف‌اکس (انگلیسی: NOFX؛ ‏‎/ˌnoʊɛfˈɛks/‎) یک گروه موسیقی پانک راک است که در سال ۱۹۸۳ در لس آنجلس بنیان‌گذاری شد. فت مایک، نوازنده گیتار بیس/خواننده اصلی، اریک ملوین نوازندهٔ گیتار ریتم و اریک سندین نوازندهٔ پرکاشن و طبل، بنیانگذاران اصلی و با سابقه‌ترین اعضای این گروه هستند که در هر نسخه از آلبوم‌های موسیقی گروه حضور داشته‌اند، اگرچه اریک سندین برای مدت کوتاهی در سال ۱۹۸۵ گروه را ترک کرد، اما سال بعد دوباره به آن ملحق شد. ال هفه در سال ۱۹۹۱ به عنوان نوازنده گیتار و ترومپت به گروه پیوست. نوئف‌اکس تاکنون پانزده آلبوم استودیویی، شانزده اجرای کنسرتی طولانی و تعدادی تک‌آهنگ ۷ اینچی منتشر کرده‌است.